# چهارمین دوره جشن حافظ
چهارمین مراسم سینمایی تلویزیونی دنیای تصویر (جشن حافظ) با نام شب به یاد ماندنی در تاریخ ۵ دی سال ۱۳۷۹ در مرکز همایش‌های محمد بن زکریای رازی در دانشگاه علوم پزشکی ایران در تهران برگزار شد. در این دوره، از ۲۰ بازیگر برگزیده سینمای ایران در بیست سال اخیر (۱۳۷۹–۱۳۵۹) نیز تجلیل شد.
بهترین فیلم این دوره عروس آتش بود.

## برندگان اصلی
برندگان جایزه در سطر نخست فهرست، به صورت بزرگ نوشته می‌شوند و با یک ستاره (*) نشان داده می‌شوند.

### بخش سینمایی
| بهترین فیلم - عروس آتش – قاسم قلی‌پور* - بوی کافور عطر یاس – مرتضی شایسته - متولد ماه مهر – شرکت تماشا و سازمان توسعه سینمایی سوره - شوکران – سید ضیاء هاشمی - اعتراض – سید ضیاء هاشمی | بهترین کارگردانی - بهروز افخمی – شوکران* - خسرو سینایی – عروس آتش - مسعود جعفری جوزانی – بلوغ - احمدرضا درویش – متولد ماه مهر - مسعود کیمیایی – اعتراض                               |
| بهترین بازیگر مرد - داریوش ارجمند – اعتراض* - فرامرز قریبیان – چشم‌هایش* - حمید فرخ‌نژاد – عروس آتش - حسین یاری – بلوغ - پرویز پرستویی – مومیایی ۳ - محمدرضا فروتن – متولد ماه مهر - فریبرز عرب‌نیا – شوکران | بهترین بازیگر زن - هدیه تهرانی – شوکران* - مهتاب کرامتی – مرد بارانی* - بهناز جعفری – تخته سیاه - ویشکا آسایش – بلوغ - رؤیا نونهالی – بوی کافور عطر یاس - میترا حجار – متولد ماه مهر |
| بهترین فیلمنامه - خسرو سینایی و حمید فرخ‌نژاد – عروس آتش* - بهمن فرمان آرا – بوی کافور عطر یاس - محمدرضا هنرمند – مومیایی ۳ - احمدرضا درویش – متولد ماه مهر - بهروز افخمی – شوکران | بهترین موسیقی متن - مجید انتظامی – اعتراض* - کامبیز روشن‌روان – بلوغ - احمد پژمان – بوی کافور عطر یاس - محمدرضا علیقلی – متولد ماه مهر                                                |
| بهترین تدوین - مهرزاد مینویی – شوکران* - محمدرضا موئینی – اعتراض - واروژ کریم‌مسیحی – تهران روزگار نو - بهرام دهقانی – متولد ماه مهر - روح‌الله امامی – بلوغ | بهترین فیلمبرداری - علیرضا زرین‌دست – بلوغ* - محمد آلادپوش – مومیایی ۳ - محمود کلاری – باد ما را خواهد برد - نعمت حقیقی – شوکران - اصغر رفیعی‌جم – اعتراض                              |
| بهترین طراحی صحنه و لباس - علی حاتمی – تهران روزگار نو* - ژیلا مهرجویی – بوی کافور عطر یاس - محسن شاه‌ابراهیمی – مومیایی ۳ و متولد ماه مهر | بهترین صدا - اسحاق خانزادی – اعتراض* - محمدرضا دلپاک – یک روز بیشتر و باد ما را خواهد برد - جهانگیر میرشکاری – متولد ماه مهر                                                         |
| یک عمر فعالیت هنری - ناصر تقوایی* | جایزه ویژه هیئت داوران - خانه فیلم مخملباف* |
| جایزه ویژه به بیست بازیگر برگزیده سینمای ایران پس از انقلاب (۱۳۵۹–۱۳۷۹) - عزت‌الله انتظامی - جمشید مشایخی - علی نصیریان - سعید پورصمیمی - داریوش ارجمند - پرویز پرستویی - خسرو شکیبایی - اکبر عبدی - فریماه فرجامی - فرامرز قریبیان - سوسن تسلیمی - گلاب آدینه - مهدی هاشمی - فاطمه معتمدآریا - فریبرز عرب‌نیا - ابوالفضل پورعرب - نیکی کریمی - محمدرضا فروتن - هدیه تهرانی - لیلا حاتمی | |

### فیلم‌ها با نامزدی متعدد
| تعداد نامزدی‌ها | فیلم                |
| -------------- | ------------------- |
| ۹              | متولد ماه مهر       |
| ۷              | شوکران              |
| ۷              | اعتراض              |
| ۶              | بلوغ                |
| ۵              | بوی کافور عطر یاس   |
| ۴              | عروس آتش            |
| ۴              | مومیایی ۳           |
| ۲              | تهران روزگار نو     |
| ۲              | باد ما را خواهد برد |
| ۱              | چشم‌هایش             |
| ۱              | مرد بارانی          |
| ۱              | تخته سیاه           |
| ۱              | یک روز بیشتر        |

| تعداد جایزه | فیلم            |
| ----------- | --------------- |
| ۳           | شوکران          |
| ۳           | اعتراض          |
| ۲           | عروس آتش        |
| ۱           | چشم‌هایش         |
| ۱           | مرد بارانی      |
| ۱           | بلوغ            |
| ۱           | تهران روزگار نو |